# Conochares semiopaca
Conochares semiopaca är en fjärilsart som beskrevs av Augustus Radcliffe Grote 1878. Conochares semiopaca ingår i släktet Conochares och familjen nattflyn. Inga underarter finns listade i Catalogue of Life.